# Station Araminta
Station Araminta (Engels: Araminta Station) is een sciencefictionroman van de Amerikaanse schrijver Jack Vance. Het is het eerste deel uit de trilogie De Kronieken van Cadwal.

## Het verhaal
De planeet Cadwal valt onder het handvest van de Aardse organisatie de natuurkenners. Hierdoor mag slechts een klein deeltje (station Araminta) van de planeet bewoond worden, en wordt de rest van de flora en fauna beschermd. Deze bescherming wordt verzorgd door enkele families. Naast deze natuurbeschermers leven ook nog enkele honderdduizenden Yips, een ondersoort van de mens, op een eiland voor de kust. Als de Yips steeds brutaler worden en er allerlei intriges plaatsvinden gaat Glawen Clattuc op onderzoek. Hij ontdekt een samenzwering opgezet door enkele natuurbeschermers en gaat op pad om deze te verschalken.